# Sunnyside-Tahoe City
Pour les articles homonymes, voir Sunnyside.
Sunnyside-Tahoe City est une localité du comté de Placer en Californie, située sur le littoral nord-ouest du lac Tahoe. Sa population était de 1 761 habitants au recensement de 2000.

## Géographie
Selon le Bureau du recensement des États-Unis, la localité a une surface totale de 8,8 km2, entièrement terrestre.

## Démographie
Sunnyside-Tahoe City comptait selon le recensement de 2000 1 761 habitants, 789 foyers, et 362 familles. La densité de population était de 199,4 hab./km2. 
| 2000  | 2010  | - | - | - | - |
| ----- | ----- | - | - | - | - |
| 1 761 | 1 557 | - | - | - | - |